# Unione Ginnastica Goriziana (hockey su pista)
L'Unione Ginnastica Goriziana Hockey è la sezione di hockey su pista della omonima polisportiva con sede a Gorizia. I suoi colori sociali sono l'azzurro e il bianco.

## Cronistoria
| Cronistoria dell'Unione Ginnastica Goriziana Hockey |
| --- |
| - 1957 – Fondazione della sezione di hockey su pista dell'Unione Ginnastica Goriziana - 1958 – - 1959 – - 1960 – - 1961 – - 1962 – - 1963 – - 1964 – - 1965 – - 1966 – - 1967 – - 1968 – - 1969 – - 1970 – - 1970 – - 1972 – Serie B. Promossa in Serie A - 1973 – 8ª in Serie A - 1974 – 4ª in Serie A - 1975 – 9ª in Serie A - 1976 – 4ª in Serie A - 1977 – 7ª in Serie A - 1978 – 12ª in Serie A - 1979 – 11ª in Serie A - 1979-1980 – 5ª in Serie A - 1980-1981 – 10ª in Serie A - 1981-1982 – 14ª in Serie A. Retrocessa in Serie B - 1982-1983 – Serie B - 1983-1984 – 7ª in Serie A2 - 1984-1985 – Serie A2 - 1985-1986 – Serie A2 - 1986-1987 – Serie A2. Promossa in Serie A1 - 1987-1988 – 11ª in Serie A1 - 1988-1989 – 16ª in Serie A1. Retrocessa in Serie A2 - 1989-1990 – Serie A2 - 1990-1991 – Serie A2 - 1991-1992 – Serie A2 - 1992-1993 – Serie A2 - 1993-1994 – Serie A2 - 1994-1995 – Serie A2 - 1995-1996 – Serie A2 - 1996-1997 – Serie A2 - 1997-1998 – Serie A2 - 1998-1999 – Serie A2 - 1999-2000 – Serie A2 - 2000-2001 – 8ª in Serie A2 girone A - 2001-2002 – 2ª in Serie A2 girone A. Promossa in Serie A1 - 2002-2003 – 4ª in Serie A1, eliminata ai quarti di finale dei play-off scudetto - 2003-2004 – 11ª in Serie A1, perde i play-out salvezza. Retrocessa in Serie A2 Eliminata agli ottavi di finale della Coppa CERS - 2004 – Riparte dalla serie B. - 2004-2005 – Serie B. - 2005-2006 – 10ª in Serie B girone D - 2006-2007 – Attività giovanile - 2007-2008 – 10ª in Serie B girone D Al termine della stagione cessa l'attività sportiva. - 2016 – Viene rifondata la sezione e riparte dalla serie B. - 2016-2017 – 12ª in Serie B girone B - 2017-... – Attività giovanile |

## Statistiche

### Partecipazioni ai campionati
| Livello | Categoria | Partecipazioni | Debutto   | Ultima stagione | Totale |
| ------- | --------- | -------------- | --------- | --------------- | ------ |
| 1º      | Serie A   | 10             | 1973      | 1981-1982       | 14     |
| 1º      | Serie A1  | 4              | 1987-1988 | 2003-2004       | 14     |

### Partecipazioni alle coppe europee
| Competizione | Partecipazioni | Debutto   | Ultima stagione | Miglior risultato              |
| ------------ | -------------- | --------- | --------------- | ------------------------------ |
| Coppa CERS   | 1              | 2003-2004 | 2003-2004       | Ottavi di finale nel 2003-2004 |